# 棒球球員休息區
球員休息區，在棒球場上的定義為在一、三壘內野觀眾席側，供已退場球員休息、攻守雙方尚未上場的球員等候上場之兩塊半室內型區域。亦是守方教練團全員及攻方教練團中除需在場上的一、三壘指導教練外，總教練或其它教練進行指揮、與球員溝通的場所。

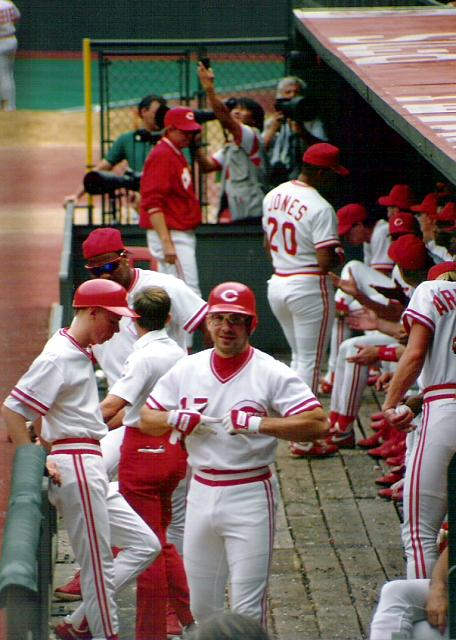
1991年辛辛那提紅人隊主場球員休息區一景。

簡易球場內的球員休息區，往往僅有屋頂、護網及座椅或是水泥、木板製梯式座階。而標準棒球場則是設置於觀眾席下方，有設置坐椅或是長板凳可供未上場球員選坐，而休息區後方亦設有更衣室、沐浴間、洗手間等設施，供球員進場前及退場後能進行更衣沐浴。
由於美國職棒大聯盟等級球場，尤其是稍有年份的球場，其球員休息區的座位是使用長板凳的設計，因此隨隊卻非先發主力的25人名單（中華職棒為28人名單）內之替補選手又俗稱為「板凳球員」。在美國職棒大聯盟，非25人名單球員，非正式登錄的教練團成員、防護工作者，不得進入球員休息室，被裁判驅逐出場和遭禁賽的球員與教練、總教練也不能留在球員休息室。「板凳清空」亦成為比賽鬥毆用詞。